# Уэйд, Крис
Кри́стофер Уэ́йд (англ. Christopher Wade; род. 30 сентября 1987, Роквилл-центр) — американский боец смешанного стиля, представитель лёгкой весовой категории. Выступает на профессиональном уровне начиная с 2011 года, известен по участию в турнирах бойцовских организаций UFC, WSOF и Ring of Combat, владел титулом чемпиона Ring of Combat в лёгком весе.

## Биография
Крис Уэйд родился 30 сентября 1987 года в поселении Роквилл-центр округа Нассо, штат Нью-Йорк. С юных лет серьёзно занимался борьбой, во время учёбы в старшей школе становился чемпионом штата в категории 63,5 кг. Продолжал тренироваться и в колледже, выступал на многих студенческих соревнованиях, в том числе боролся в третьем дивизионе Национальной ассоциации студенческого спорта.
В течение некоторого времени осваивал кикбоксинг, выступал на любительских турнирах, имел в этой дисциплине титулы и награды.

### Начало профессиональной карьеры
Дебютировал в смешанных единоборствах на профессиональном уровне в ноябре 2011 года, выиграв у своего соперника единогласным решением судей. Первое время дрался в небольшом американском промоушене Ring of Combat, где одержал в общей сложности семь побед, в том числе завоевал и защитил титул чемпиона в лёгкой весовой категории.
В марте 2013 года выступил в достаточно крупной организации World Series of Fighting, но по итогам трёх раундов уступил своему сопернику Азамату Дугулугбову по очкам, потерпев тем самым первое в профессиональной карьере поражение.

### Ultimate Fighting Championship
Имея в послужном списке семь побед и только одно поражение, Уэйд привлёк к себе внимание крупнейшей бойцовской организации мира Ultimate Fighting Championship и в 2014 году подписал с ней долгосрочный контракт. Впервые вышел в октагон в августе того же года, выиграв технической сдачей у Кейна Каррисосы — уже в начале первого раунда успешно взял его на «гильотину».
В 2015 году добавил в послужной список ещё две победы в UFC, победив единогласным решением Чжана Липэна и Кристоса Гиагоса. Также должен был подраться с канадцем Оливье Обен-Мерсье, но из-за травмы вынужден был отказаться от этого боя.
Планировалось, что в январе 2016 года Уэйд встретится с Майрбеком Тайсумовым, однако у того возникли проблемы с получением американской визы, и в итоге организаторы заменили его новичком организации Мехди Багдадом. В первом раунде состоявшегося поединка Уэйд поймал Багдада на удушение сзади и заставил сдаться.
Следующим его соперником должен был стать россиянин Рашид Магомедов, но в конечном счёте его заменил другой россиянин Рустам Хабилов. Уэйд проиграл ему единогласным решением, и таким образом прервалась его серия из шести побед подряд. Затем последовало поражение решением от ещё одного россиянина Ислама Махачева.
В июле 2017 года Уэйд вышел в клетку против Фрэнки Переса, которого ранее уже побеждал во время защиты своего чемпионского титула Ring of Combat. Противостояние между ними продлилось всё отведённое время, в итоге все трое судей отдали победу Уэйду.

## Статистика в профессиональном ММА
| Боёв 27  | Побед 20 | Поражений 7 |
| -------- | -------- | ----------- |
| Нокаутом | 1        | 0           |
| Сдачей   | 5        | 0           |
| Решением | 14       | 7           |

| Результат | Рекорд | Соперник          | Способ                                     | Турнир                                 | Дата             | Раунд | Время | Место                 | Примечание                                           |
| --------- | ------ | ----------------- | ------------------------------------------ | -------------------------------------- | ---------------- | ----- | ----- | --------------------- | ---------------------------------------------------- |
| Поражение | 20-7   | Мовлид Хайбулаев  | Единогласное решение                       | PFL: финал сезона 2021                 | 27 октября 2021  | 3     | 5:00  | Флорида, США          |                                                      |
| Победа    | 20-6   | Бабба Дженкинс    | Решением (единогласным)                    | PFL 9: плей-офф сезона 2021            | 27 августа 2021  | 3     | 5:00  | Флорида, США          |                                                      |
| Победа    | 19-6   | Арман Оспанов     | Нокаутом (удар ногой в голову и добивание) | PFL 4: сезон 2021                      | 10 июня 2021     | 2     | 2:18  | Нью-Джерси, США       |                                                      |
| Победа    | 18-6   | Энтони Дизи       | Решением (единогласным)                    | PFL 1: сезон 2021                      | 23 апреля 2021   | 3     | 5:00  | Нью-Джерси, США       |                                                      |
| Победа    | 17-6   | Нейт Эндрюс       | Решением (большинством судейских голосов)  | PFL 8: сезон 2019                      | 17 октября 2019  | 2     | 5:00  | Лас-Вегас, США        |                                                      |
| Поражение | 16-6   | Лойк Раджабов     | Единогласное решение                       | PFL 8: сезон 2019                      | 17 октября 2019  | 3     | 5:00  | Лас-Вегас, США        |                                                      |
| Победа    | 16-5   | Ахмед Алиев       | Единогласное решение                       | PFL 5                                  | 25 июля 2019     | 3     | 5:00  | Атлантик-Сити, США    | Второй этап сезона PFL 2019 в лёгком весе.           |
| Победа    | 15-5   | Нейт Эндрюс       | Единогласное решение                       | PFL 13                                 | 23 мая 2019      | 3     | 5:00  | Юниондейл, США        | Стартовый этап PFL 2019 в лёгком весе.               |
| Поражение | 14-5   | Нейтан Шульте     | Раздельное решение                         | PFL 9                                  | 13 октября 2018  | 3     | 5:00  | Лонг-Бич, США         | Полуфинал плей-офф PFL в лёгком весе.                |
| Победа    | 14-4   | Роберт Уолти      | Решение большинства                        | PFL 9                                  | 13 октября 2018  | 2     | 5:00  | Лонг-Бич, США         | Четвертьфинал плей-офф PFL в лёгком весе.            |
| Победа    | 13-4   | Юки Кавана        | Сдача (гильотина)                          | PFL 5                                  | 2 августа 2018   | 1     | 4:24  | Юниондейл, США        |                                                      |
| Поражение | 12-4   | Нейтан Шульте     | Единогласное решение                       | PFL 2                                  | 21 июня 2018     | 3     | 5:00  | Чикаго, США           |                                                      |
| Победа    | 12-3   | Фрэнки Перес      | Единогласное решение                       | UFC on Fox: Weidman vs. Gastelum       | 22 июля 2017     | 3     | 5:00  | Юниондейл, США        |                                                      |
| Поражение | 11-3   | Ислам Махачев     | Единогласное решение                       | UFC Fight Night: Poirier vs. Johnson   | 17 сентября 2016 | 3     | 5:00  | Идальго, США          |                                                      |
| Поражение | 11-2   | Рустам Хабилов    | Единогласное решение                       | UFC Fight Night: Overeem vs. Arlovski  | 8 мая 2016       | 3     | 5:00  | Роттердам, Нидерланды |                                                      |
| Победа    | 11-1   | Мехди Багдад      | Сдача (удушение сзади)                     | UFC Fight Night: Dillashaw vs. Cruz    | 17 января 2016   | 1     | 4:30  | Бостон, США           |                                                      |
| Победа    | 10-1   | Кристос Гиагос    | Единогласное решение                       | UFC Fight Night: Boetsch vs. Henderson | 6 июня 2015      | 3     | 5:00  | Новый Орлеан, США     |                                                      |
| Победа    | 9-1    | Чжан Липэн        | Единогласное решение                       | UFC Fight Night: McGregor vs. Siver    | 18 января 2015   | 3     | 5:00  | Бостон, США           |                                                      |
| Победа    | 8-1    | Кейн Каррисоса    | Техническая сдача (гильотина)              | UFC 177                                | 30 августа 2014  | 1     | 1:12  | Сакраменто, США       |                                                      |
| Победа    | 7-1    | Фрэнки Перес      | Раздельное решение                         | Ring of Combat 48                      | 16 мая 2014      | 3     | 5:00  | Атлантик-Сити, США    | Защитил титул чемпиона Ring of Combat в лёгком весе. |
| Победа    | 6-1    | Пэт Дефранко      | Сдача (удушение сзади)                     | Ring of Combat 47                      | 24 января 2014   | 2     | 2:31  | Атлантик-Сити, США    | Выиграл титул чемпиона Ring of Combat в лёгком весе. |
| Поражение | 5-1    | Азамат Дугулугбов | Единогласное решение                       | WSOF 2                                 | 23 марта 2013    | 3     | 5:00  | Атлантик-Сити, США    | Бой в промежуточном весе 72,6 кг.                    |
| Победа    | 5-0    | Майк Медрано      | Единогласное решение                       | Ring of Combat 43                      | 24 января 2013   | 3     | 4:00  | Атлантик-Сити, США    |                                                      |
| Победа    | 4-0    | Альфред Уокер     | Сдача (гильотина)                          | Ring of Combat 42                      | 14 сентября 2012 | 1     | 0:59  | Атлантик-Сити, США    |                                                      |
| Победа    | 3-0    | Вилли Белло       | Единогласное решение                       | Ring of Combat 41                      | 15 июня 2012     | 3     | 4:00  | Атлантик-Сити, США    |                                                      |
| Победа    | 2-0    | Майкон Сантос     | Единогласное решение                       | Ring of Combat 40                      | 27 апреля 2012   | 2     | 4:00  | Атлантик-Сити, США    | Дебют в лёгком весе.                                 |
| Победа    | 1-0    | Винисиус Агудо    | Единогласное решение                       | Ring of Combat 38                      | 18 ноября 2011   | 2     | 4:00  | Атлантик-Сити, США    |                                                      |